# U-166
U-166 este denumirea pe care a purtat-o un submarin U-boot ce a aparținut de flota militară germană din al Doilea Război Mondial. (a nu confunda cu SM U 166 care a aparținut de flota imperială germană din timpul Primului Război Mondial.
U-166 a fost de tip Tip IX C ceea ce însemna:
- avea capacitatea rezervorului de 43 tone de motorină,
- naviga la suprafață cu o viteză de 10 noduri, cu o autonomie de 1.3540 mile marine, iar sub apă unde folosea pentru propulsie motor electric realiza o viteză de 4 noduri și avea o autonomie de 63 mile marine.

Între anii 1939 - 1942 au fost construite 54 de asemenea submarine.
Printre alte date tehnice a acestor submarine se poate aminti că erau construite pentru navigație în oceane. Cantitatea de apă deislocuită de submarin navigând la suprafață era de 1.120 t iar în imersie 1.232 t.
Date tehnice ale submarinului U-166:
- lungime 76,76 m
- lățime 6,76 m
- motor diesel cu 9 cilidri  în 4 timpi și o capacitate de M 9 V 40/46

După ce o serie de nave inamice care au fost scufundate de submarin, el a fost scufundat prin bombardare de către avioane Grumman G-44, la data de 1 august 1942  la New Orleans, în fața gurii de vărsare a lui Mississippi în Atlantic.
După ce submarinul fără să observe distrugătorul, ar fi scufundat o navă de pasageri. Cercetările ulterioare au stabilit că de fapt nava de pasageri a fost scufundată de submarinul U-171, care n-a fost observat. Bilanțul bătăliei navale a fost de 500 de morți de partea americană și 52 de partea germană. 